# ND&I
株式会社ND&I（英称:ND&I,Inc.）は、大阪市西区に本社を置く、Webプロジェクトの総合コーディネート企業である。

## 概要
2004年に大阪市北堀江でWebサイト構築、印刷物の広告企画制作サービスをはじめる。
2006年、イートラスト株式会社との協業でCMSパッケージ「BXIシステム」の開発、販売を開始。導入企業数は1000社を超える。（現在はイートラスト社に事業譲渡している）
システム開発と広告企画制作で培ったノウハウを活かし、2009年よりEC事業支援としてECサイト構築、運営代行サービスを提供。
EC-CUBEのカスタマイズ、AWS導入支援、Webシステム開発を得意とする。

## 沿革
- 2004年 - 大阪市西区に資本金300万円で設立
- 2005年 - 東京都新宿区に東京営業所を開設
- 2006年 - BXI事業を開始
- 2007年 - EGC株式会社（関連会社:資本金400万円）設立
- 2008年 - 東京都港区に東京営業所移転
- 2008年 - B2Bオンライン受発注システムの販売開始
- 2009年 - JWDA関西統括・大阪支部として活動開始
- 2009年 - 大阪市中央区に本社移転
- 2010年 - 資本金1,000万円に増資
- 2011年 - 大阪市北区に本社移転
- 2011年 - EC-CUBEデザインテンプレートの販売開始

## 社名の由来
創業者の西尾正俊が10代の頃からこだわっていた2つのキーワード、「Design(設計)」と「International(国際的)」を組み合わせたもの。
日本国内に限らず国際的な市場において活動する会社を目指す、として名付けられた。

## 代表者の経歴
- 代表取締役社長　西尾 正俊　（にしお まさとし）

1977年（昭和52年）11月11日生まれ
1993年（平成5年）4月 奈良県立郡山高等学校に入学
1996年（平成8年）12月 Vincennes Universityに入学
2004年（平成16年）3月 大阪府大阪市西区北堀江で西尾デザイン事務所を開業
2004年（平成16年）9月 有限会社ND&Iを設立
2008年（平成20年）12月 一般社団法人 日本WEBデザイナーズ協会 初代大阪支部長に就任
2011年（平成23年）4月 株式会社レッツアイ 取締役就任

## 事業所
- 本社 - 〒530-0047　大阪市北区西天満2-6-8　堂島ビルヂング6F
- 東京営業所 - 〒135-0063　東京都江東区有明三丁目7番26号 有明フロンティアビルB棟9階

## 製品・サービス
- ソフトウェア製品

卸販売専用カートシステム
EC-CUBEデザインテンプレート
- サービス

ECサイト構築サービス
ECサイト運営代行サービス
各種広告企画制作サービス
- インターネット広告

Yahoo!プロモーション広告
Googleアドワーズ
アフィリエイト広告